# Jindřich Fügner

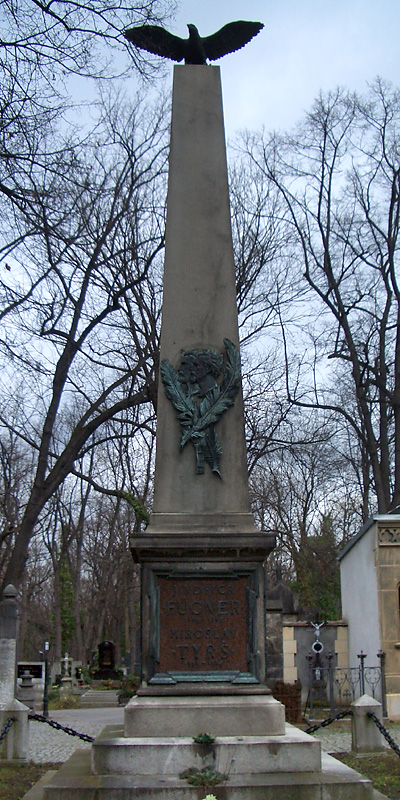
Společný hrob s jeho zetěm Miroslavem Tyršem na pražských Olšanech

Jindřich Fügner, narozen jako Heinrich Anton Fügner (12. září 1822 Praha – 15. listopadu 1865 Praha-Nové Město), byl český tělocvikář německého původu a jeden ze zakladatelů spolku Sokol.

## Život

### Mládí
Narodil se v Praze v Růžové ulici čp. 970 jako syn Petera (1787–1863) a Franzisky (1794–1863) Fügnerových. Pokřtěn byl v kostele sv. Jindřicha. Otec byl německý obchodník, původem z Litoměřic, matka Františka pocházela z Broumova (tehdy Braunau). Policejní záznamy uvádějí jeho sestry Karolinu, Julii a Wilhelminu a bratra Ferdinanda.

### Podnikatel
Jindřich Fügner se původně také věnoval obchodu, později pojišťovnictví. Ač bylo jeho podnikání úspěšné, měl vyšší cíle. Vzdělával se, věnoval se hudbě, společenským zájmům a sportu. Soukromým studiem a dlouholetým studiem v cizině získal všestranné vzdělání, široký rozhled a ovládal několik jazyků.
Zprvu obchodoval, pak se stal majitelem generální agentury italské společnosti Nuova Società Commerciale di Assicurazioni.

### Zakladatel Sokola
Když se ve vlasteneckých kruzích seznámil s Miroslavem Tyršem, pomáhal mu uskutečnit jeho myšlenku na založení českého tělocvičného spolku. Tento spolek dostal jméno Sokol Pražský a Fügner se stal jeho prvním starostou. Navrhl a zavedl tykání všech členů a oslovování „bratře“, rovněž přišel jako první v červené blůze, která se stala součástí sokolského stejnokroje. Zasloužil se o výstavbu první sokolovny v Sokolské ulici (bývalé Hradební) v Praze.

### Rodinný život a úmrtí
Dne 10. září 1853 se oženil s devatenáctiletou Kateřinou Tureckou (1834–1906), dcerou smíchovského obchodníka. Až po jeho smrti (28. srpna 1872) se přítel a spoluzakladatel Sokola Miroslav Tyrš oženil s jeho dcerou Renátou (1854–1937).
Konání všesokolských sletů se Jindřich Fügner nedočkal. Předčasně zemřel v pouhých 43 letech v domě čp. 1437 v dnešní Sokolské ulici 43 v Praze 2. Příčinou jeho úmrtí byla „talovitost krve“, tj. pyémie, nákaza rozšířená z původního ložiska krevním oběhem. Jeho pohřeb se stal národní manifestací.

### Význam
Jindřich Fügner a Miroslav Tyrš položili základy Sokolství. Podle knihy J. Fügner a české Sokolství, vydané v roce 1920, „ztělesnil (Fügner) v sobě všechny ctnosti občanské, krajní obětavost, která umožnila uskutečnění ideálů sokolských a nejkrásněji tak dal příklad obětování se jednotlivce zájmům celku. Svému demokratickému smýšlení dal nejlépe průchod na památné schůzi dne 27. března 1862 návrhem, aby členové jednoty sokolské jako projev skutečného bratrství si navzájem tykali. Jindřich Fügner byl člověk neobyčejný svým zjevem, ideální povahou a svým organizátorským duchem. Ač nenarodil se a nevyrostl v ovzduší národním a vlasteneckém, ale naopak v ovzduší úplně lhostejném k národnímu ruchu a českému životu, přece svou vlastní silou, vzácnou energií a přičiněním vyspěl v muže, jehož celý život a veškerá činnost vedena byla nadšením národním pro ideály člověčenstva.“

### Citát
„Ni zisk – ni sláva! – věrnost svému národu, věrnost až do smrti“

## Uctění památky
- Sdílí spolu se svým přítelem mohylu na Olšanských hřbitovech, kde byli oba pohřbení. Součástí programu všesokolských sletů bylo vzdání holdu zakladatelům delegací sokolů.[16]
- Na domě v pražské Sokolské ulici, kde zemřel, je umístěna pamětní deska.[17]
- Fügnerovo náměstí je v Praze, Písku a v Moravských Budějovicích
- Fügnerovo nábřeží je ve Zlíně
- Fügnerova ulice je v Brně, Liberci (dopravní uzel MHD, střetávají se zde všechny linky), Jičíně, Teplicích (ulice vedoucí k místnímu Sokolu na rozhraní historických Teplic a Trnovan), Mělníku, Libčicích nad Vltavou, Černošicích, Šestajovicích, Úvalech, Dobřichovicích, Čelákovicích, Prostějově, Humpolci a dalších obcích
- Roku 1933 postavili sokolové na Spořilově v Praze 4 novou sokolovnu a při ní vysadili 2 lípy velkolisté na památku Dr. Miroslava Tyrše (lípa vpravo) a Jindřicha Fügnera (lípa vlevo).[18]

## Galerie

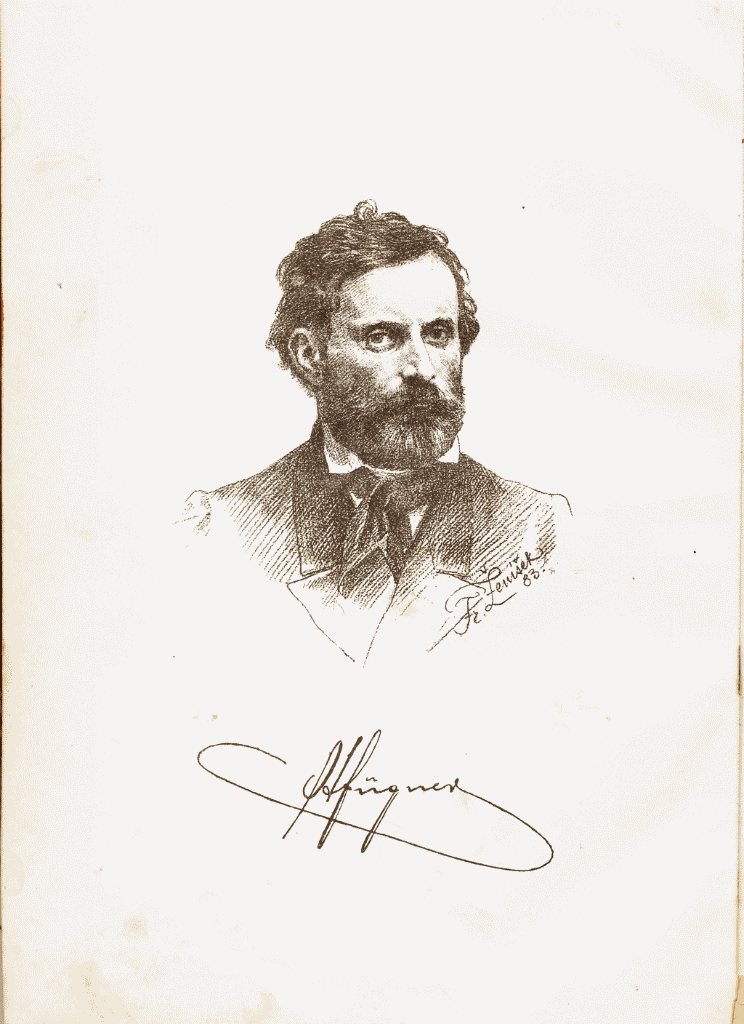
Portrét od Františka Ženíška v Památníku Sokola Pražského (1883)
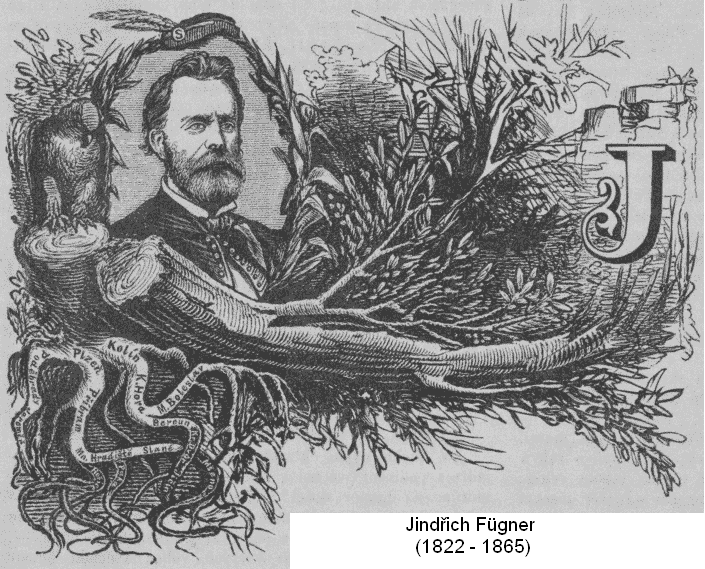
Portrét z nekrologu v Humoristických listech
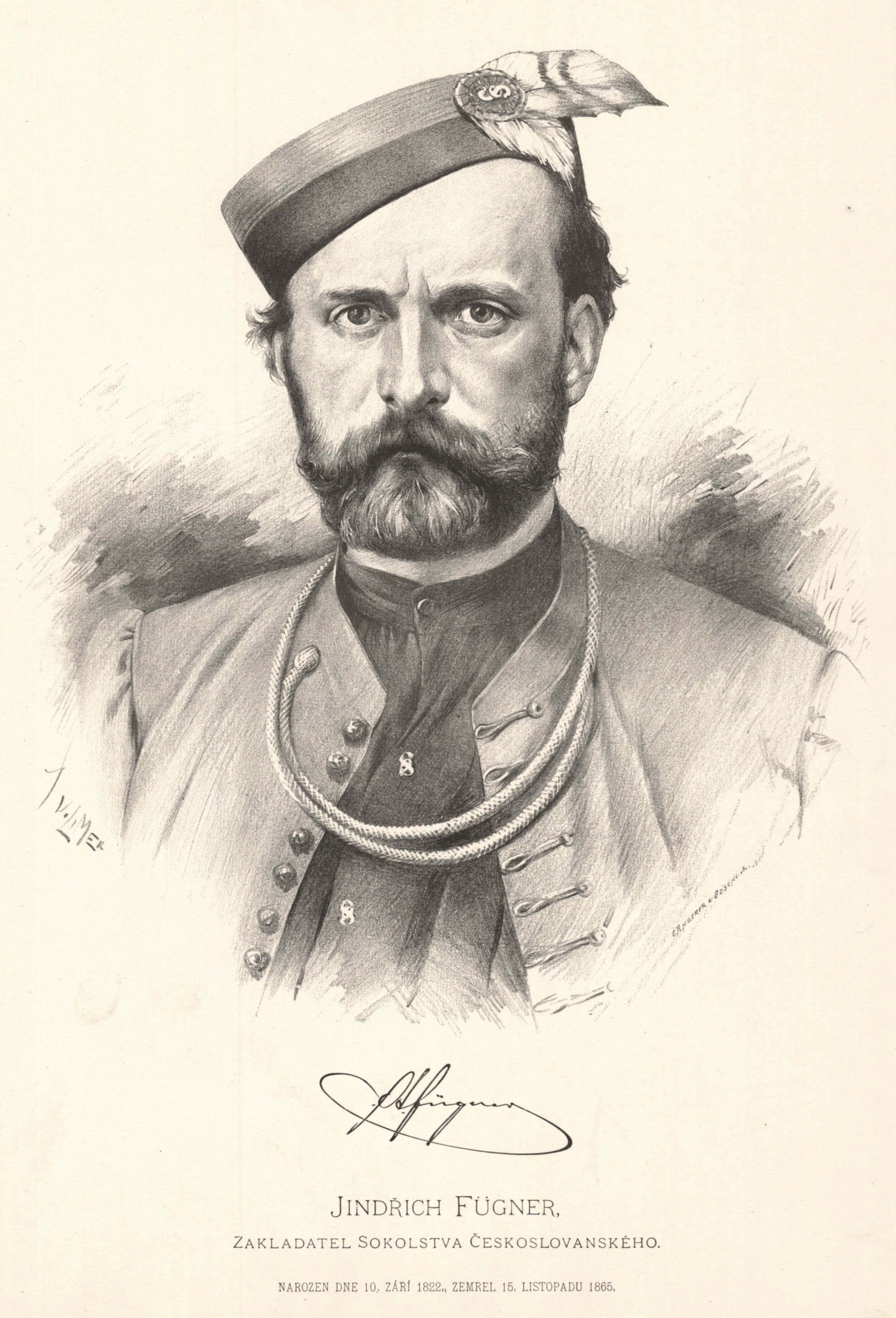
Portrét od Jana Vilímka v Českém albu (189-)